# Хипогликемия
 Тази статия е за понижена кръвна захар.  За обратното състояние вижте Хипергликемия.  
Хипогликемия (да не се бърка с хипергликемия) е медицински термин, обозначаващ състояние в спешната медицина, при което нивото на захарта (глюкозата) в кръвта е под нормалните граници.
При кръвна захар под 70 mg/dl организмът задейства ред биохимични процеси, с които да компенсира липсата на свободна енергия, циркулираща в кръвта:
- Черният дроб започва да използва натрупаните запаси от гликоген. Активизират се редица хормони и процеси, свързани с тях. Повечето хора не усещат този процес и той рядко е придружен от клинични симптоми.
- Намалява се количеството инсулин, което организмът синтезира, за да стопира по-нататъшния спад на захар в кръвта.[1]

Често се среща при диабетици. Получава се и в резултат от изтощителни диети, интензивни физически натоварвания, прекомерна употреба на алкохол, недоспиване или хранително отравяне.

## Симптоми
Симптомите на хипогликемия варират, като не е задължително всички да се проявяват. Въпреки това обаче повечето от тях могат да се усетят при ниво на кръвната захар около 60 mg/dl.
Първата група симптоми, които се изявяват при хипогликемия, са от страна на нервната система – адренергичните:
- Потене и усещане за „топли вълни“
- Треперене на тялото
- Мускулна слабост
- Отпадналост, умора и глад
- Силно сърцебиене, тахикардия
- Затруднения при дишане и говор
- Разширени зеници, двойно виждане
- Дискомфорт, гадене и повръщане
- Главоболие

Вътрешните симптоми са:
- Стесняване на ацините
- Почерняване на панкреасa

В случай, че не се приеме храна (за предпочитане лесноусвоими захари), нивото на кръвната захар продължава да спада. При стойности около 50 mg/dl мозъкът престава да се храни, след което симптомите рефлектират върху поведението:
- Емоционална нестабилност: превъзбуденост, нервност, тревожност и др.
- Сънливост, умора
- Припадък, кома

Ако понижената кръвна захар не е инцидентно състояние се налага лечение.